# Pobrzeże Gdańskie
Pobrzeże Gdańskie (313.5) – makroregion położony we wschodniej części Pobrzeży Południowobałtyckich, otaczający półkoliście Zatokę Gdańską, na południe od linii łączącej przylądek Rozewie na zachodzie z półwyspem Sambijskim na wschodzie.
Charakterystyczną cechą tego regionu jest występowanie wyodrębnionych płatów wysoczyznowych o wysokości kilkudziesięciu metrów, rozdzielonych formami dolinowymi (tzw. "kępy"), ponadto mierzei i rozległej delty Wisły. Ze względu na położenie, klimat regionu ma cechy nieco bardziej kontynentalne, zimą jest tam chłodniej niż w przypadku pozostałych makroregionów Pobrzeża Południowobałtyckiego.
Pobrzeże Gdańskie obejmuje ok. 4,5 tys. km kwadratowych i dzieli się na siedem mezoregionów:
- Pobrzeże Kaszubskie,
- Mierzeję Helską,
- Mierzeję Wiślaną,
- Żuławy Wiślane,
- Wysoczyznę Elbląską,
- Równinę Warmińską,
- Wybrzeże Staropruskie.